# 독립기념관독도학교
독립기념관독도학교(獨立紀念館独島学校)는 대한민국 충청남도 천안시에 위치한 교육기관이다. 독립기념관에서 운영하며, 독도의 영토 주권에 대한 인식 교육을 목표로 한다.